# Сентонжское наречие
Сентонжское наречие (patouê saintonjhouê, jhabrail) — диалект, употребляемый в части побережья Франции в бывших провинциях Сентонж, Они и Ангумуа, эти территории были включены в департаменты Шаранта и Шаранта Приморская, а также в некоторые части соседних департаментов Дё-Севр, Вандея и Жиронда. Многие слова, употребляемые в разных департаментах Шаранты, различаются в произношении.
Сентонжское наречие оказало влияние на франко-акадский и каджунский диалекты французского языка, употребляемые в США и Канаде, в то время как квебекский французский оказался под влиянием трёх ойльских языков — французского, нормандского и сентонжского.

## Географическое распространение
Сентонжский язык распространён на всей территории департамента Шаранта Приморская, на западе и в центре департамента Шаранта, на севере департамента Жиронда в его историческом округе Пеи-Габе (фр.), анклавах вокруг Сентонжа и Монсегюра (фр.), также распространён в Они (в южной Вандее) и Сентонже (южный Дё-Севр). Сейчас сентонжский язык распространён в основном в сельской местности, он употребляется в теле- и радиопрограммах, в журналах.

## Культурное распространение
Наряду с французским, сентонжский употребляется в журнале «Xaintonge», выходящем два раза в год.